# Нянга
Нянга (на френски: Nyanga) е една от деветте провинции в Габон. Столицата на Нянга е Чибанга. Населението е 52 854 жители (по преброяване от октомври 2013 г.). Нянга е най-южната провинция в Габон, но също така и най-бедната. Населението на провинцията е и най-малобройно в сравнение с другите осем провинции.
Провинция Нянга има излаз на Атлантическия океан.